# 도쿄도도 제123호선

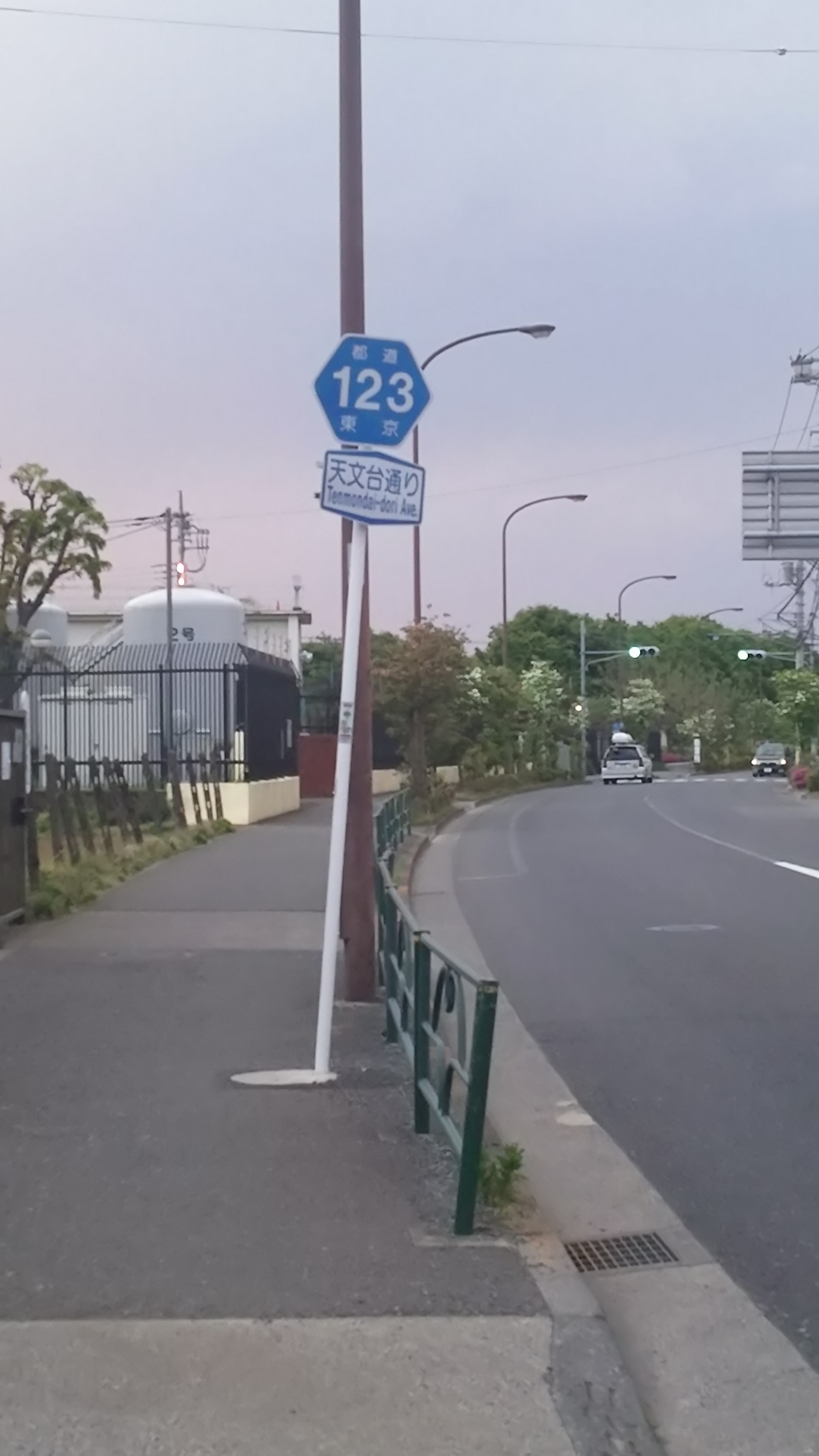
조후시내를 횡단하고 있는 123번 도쿄도도의 모습.

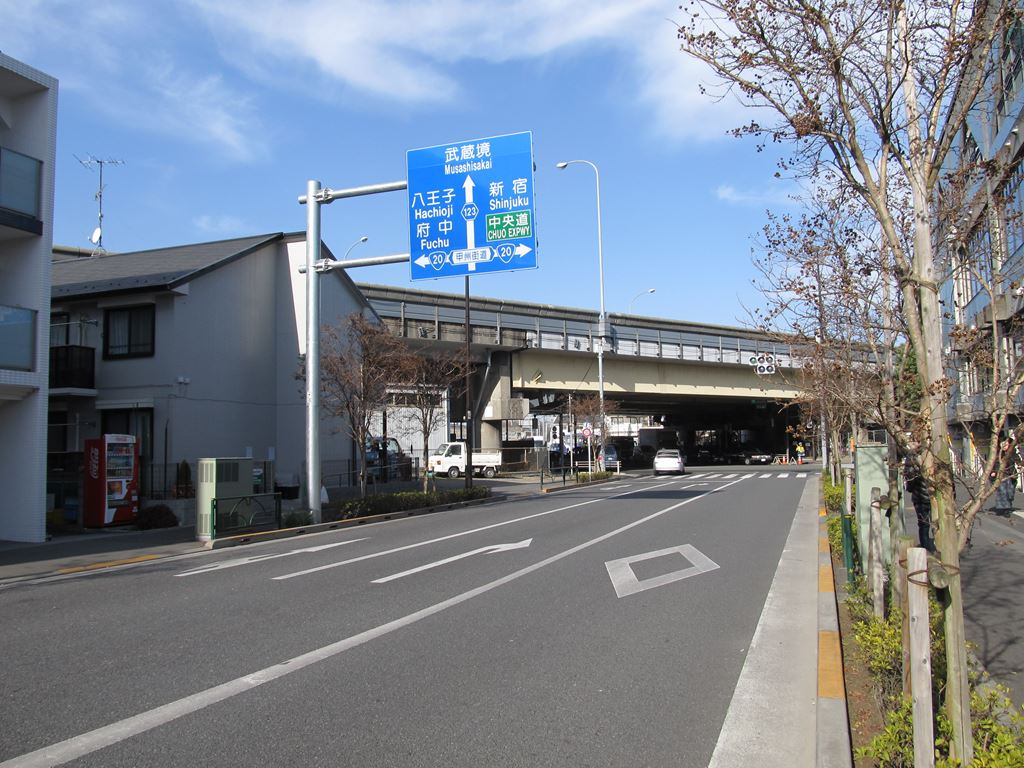

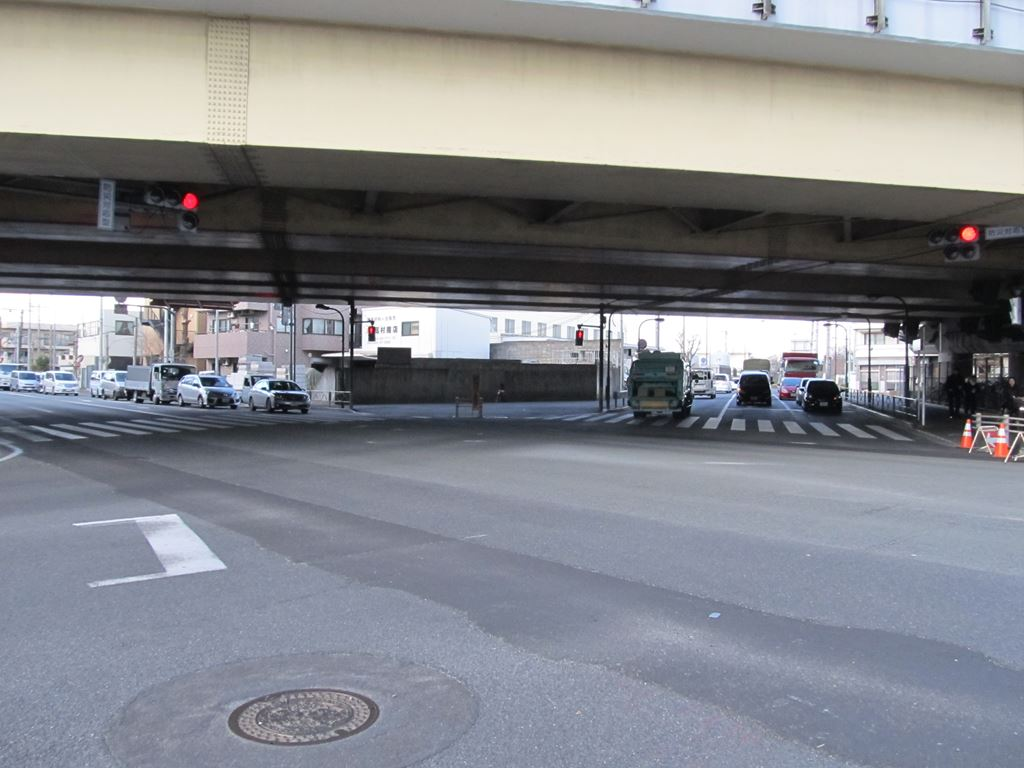
가미이시와라 교차로 근처

123번 도쿄도도(일본어: 東京都道123号境調布線→도쿄도도 123호 사카이-조후선)는 도쿄도 무사시노시에서 조후시 가미이시와라까지 이어주는 일반 현도다. 통칭은 덴몬다이 길(天文台通り)이다.

## 노선 정보
- 기점: 사카이바시 교차로 (도쿄도도 제7호 스기나미 아키루노 선과 교차)
- 종점: 니시초후 역 앞 교차로 (도쿄도도 제229호 후추 조후 선과 교차)

## 중복 구간
- 12번 도쿄도도 (도쿄도 무사시노시 사카이 2초메에 한함, 무사시사카이역 북부에서 도시계획도로 3·4·7호선과 교차)

## 통과하는 지자체
- 도쿄도: 무사시노시 - 미타카시 - 조후시

## 교차하는 도로
- 국도: 20번 국도
- 도도 (都道): 다음과 같음
  - 7번 도쿄도도
  - 12번 도쿄도도
  - 14번 도쿄도도
  - 134번 도쿄도도
  - 229번 도쿄도도

## 주요 연선
- 도쿄도립 무사시 고등학교·부속 중학교
- 무사시사카이역
- 국제 기독교 대학
- 국립천문대 미타카 캠퍼스
- 노가와 공원
- 조후 비행장
- 니시초후 역